# Črni bratje
Črni bratje [čŕni brátje] so bili tajno ilegalno protifašistično združenje primorskih dijakov, ki je posnemalo organizacijo TIGR.
Septembra 1930, kmalu po italijanski likvidaciji vodilnih članov TIGR pri Bazovici so jo v Gorici ustanovili dijaki Zorko Rejec, Miroslav (Mirko) Brezavšček, Danilo Pirc in Just Brezigar.
Že v nekaj mesecih so jih italijanski fašisti odkrili in mučili. Zaradi posledic mučenja je 14-letni Mirko Brezavšček 21. februarja 1931 tudi umrl.

## Člani druščine
Člani so bili: 
- Predsednik:
  - Zorko Rejec (1916-1996)
- Podpredsenik:
  - Danilo Pirc
- Skrbnik za tisk in literaturo:
  - Miroslav (Mirko) Brezavšček (1917-1931)
- Tajnik in blagajnik:
  - Avguštin Škerjanc
- Obmejni komisar:
  - Rudolf (Franc) Torkar
- Vodja terorističnega delovanja:
  - Rafael Brešan
- Organizatorji terorizma:
  - Just Brezigar (1915-2010)
  - Ivan Gašperčič
  - Stanislav Gorkič
  - Kamilo Rijavec
  - Ivan Verdikon
  - Karlo Žbogar
  - Radislav Sviščuk
  - Viktor Grohar
  - Rudolf Munih
  - Franc Lapajne
  - Franc Hvalič
  - Peter Levpušček
  - Franc Prinčič

## Upodobitve
Zgodba je z nekaj fiktivnimi elementi temelj povesti Franceta Bevka Črni bratje iz 1952 in filmske upodobitve Črni bratje v režiji Tuga Štiglica iz 2010. O Črnih bratih je za filmsko upodobitev Drago Mislej - Mef ustvaril tudi istoimensko pesem.

## Zanimivosti
Just Brezigar je od Črnih bratov živel najdlje, sicer od 10. februarja 1915 do 2. novembra 2010.